# Papyrus 6
Papyrus 6 (volgens de nummering van Gregory-Aland, of {\displaystyle {\mathfrak {P}}^{6}}, is een oude kopie van het Griekse en Koptische Nieuwe Testament.

## Beschrijving
Het is een handschrift op papyrus van Evangelie volgens Johannes (10,1-2.4-7. 9-10; 11,1-8. 45-52) in Griekse en Johannes (10,1-12.20; 13,1-2.11-12), Brief van Jakobus (1,13-5,20) in het Koptisch, op grond van het schrifttype wordt het gedateerd in de vroege 4e eeuw.
Het handschrift bevindt zich in het Bibliothèque nationale et universitaire (Pap. copt. 379. 381. 382. 384) in Straatsburg.

## Tekst
De codex is een representant van het Alexandrijnse tekst. Kurt Aland plaatste de codex in Categorie II.